# Hypena tylistalis
Hypena tylistalis är en fjärilsart som beskrevs av Swinhoe 1905. Hypena tylistalis ingår i släktet Hypena och familjen nattflyn. Inga underarter finns listade i Catalogue of Life.